# Municipio de Tianguismanalco
El municipio de Tianguismanalco (del nahuatl: tianguis, manal, co ‘mercado, plano, en’‘En el mercado aplanado’) es uno de los 217 municipios que conforman al estado mexicano de Puebla. Fue establecido como demarcación territorial en 1895 y su cabecera es la localidad de Tianguismanalco.

## Geografía
El municipio de Tianguismanalco se encuentra localizado en el centro-oeste del estado de Puebla, al pie de la Sierra Nevada dominada por los picos de los volcanes Popocatépetl e Iztaccíhuatl; forma parte de la región de los Valles de Atlixco y Matamoros. Tiene una extensión territorial de 133.66 kilómetros cuadrados que equivalen al 0.39 % del territorio estatal y sus coordenadas geográficas extremas son 18°56′ - 19°4′ de latitud norte y 98°24′ - 98°35′ de longitud oeste; su altitud fluctúa entre un mínimo de 1940 y un máximo de 2220 metros sobre el nivel del mar.
Sus límites son, al noroeste con el municipio de San Nicolás de los Ranchos, al noreste con el municipio de Nealtican, al este con el municipio de San Jerónimo Tecuanipan y el municipio de Santa Isabel Cholula; al sur su límite corresponde al municipio de Atlixco y al oeste con el municipio de Tochimilco.

### Orografía
Al nornoroeste de la cabecera municipal se encuentra el Malpaís de Nealtican, un promontorio de arena y roca volcánica que constituye la falda más oriental del volcán Popocatépetl. A pesar del nombre, se localiza casi enteramente dentro de los límites municipales de Tianguismanalco. Se encuentra cubierto de un denso bosque de pino-encino, atravesado por unas cuantas veredas de uso recreativo. Por la constitución del terreno, la actividad humana en el malpaís ha sido históricamente limitada, si bien sus bordes están formados por pedregales que se usan para la extracción de tezontle.

## Demografía
De acuerdo a los resultados del Censo de Población y Vivienda de 2010 realizado por el Instituto Nacional de Estadística y Geografía, la población total de Tianguismanalco asciende a 9 807 personas; de las que 4 626 son hombres y 5 181 son mujeres.

### Localidades
El municipio incluye en su territorio un total de 19 localidades. Las principales, considerando su población del censo de 2010 son:
| Localidad               | Población (2010) |
| ----------------------- | ---------------- |
| Tianguismanalco         | 5 187            |
| San Martín Tlapala      | 1 415            |
| San Baltazar Atlimeyaya | 1 104            |
| San Pedro Atlixco       | 867              |
| Total municipio         | 9 807            |

## Política

### Representación legislativa
Para la elección de diputados locales al Congreso de Puebla y de diputados federales a la Cámara de Diputados federal, el municipio de Tianguismanalco se encuentra integrado en los siguientes distritos electorales:
Local:
- Distrito electoral local de 21 de Puebla con cabecera en Atlixco.[5]

Federal:
- Distrito electoral federal 13 de Puebla con cabecera en la Atlixco.[6]